# Far de Chipiona
El far de Chipiona és un far de recalada que està situat en la Punta del Perro de Chipiona, província de Cadis, Andalusia. Far de primer ordre, és el més alt d'Espanya, tercer d'Europa i cinquè del món, fa 62 m sobre el terreny.

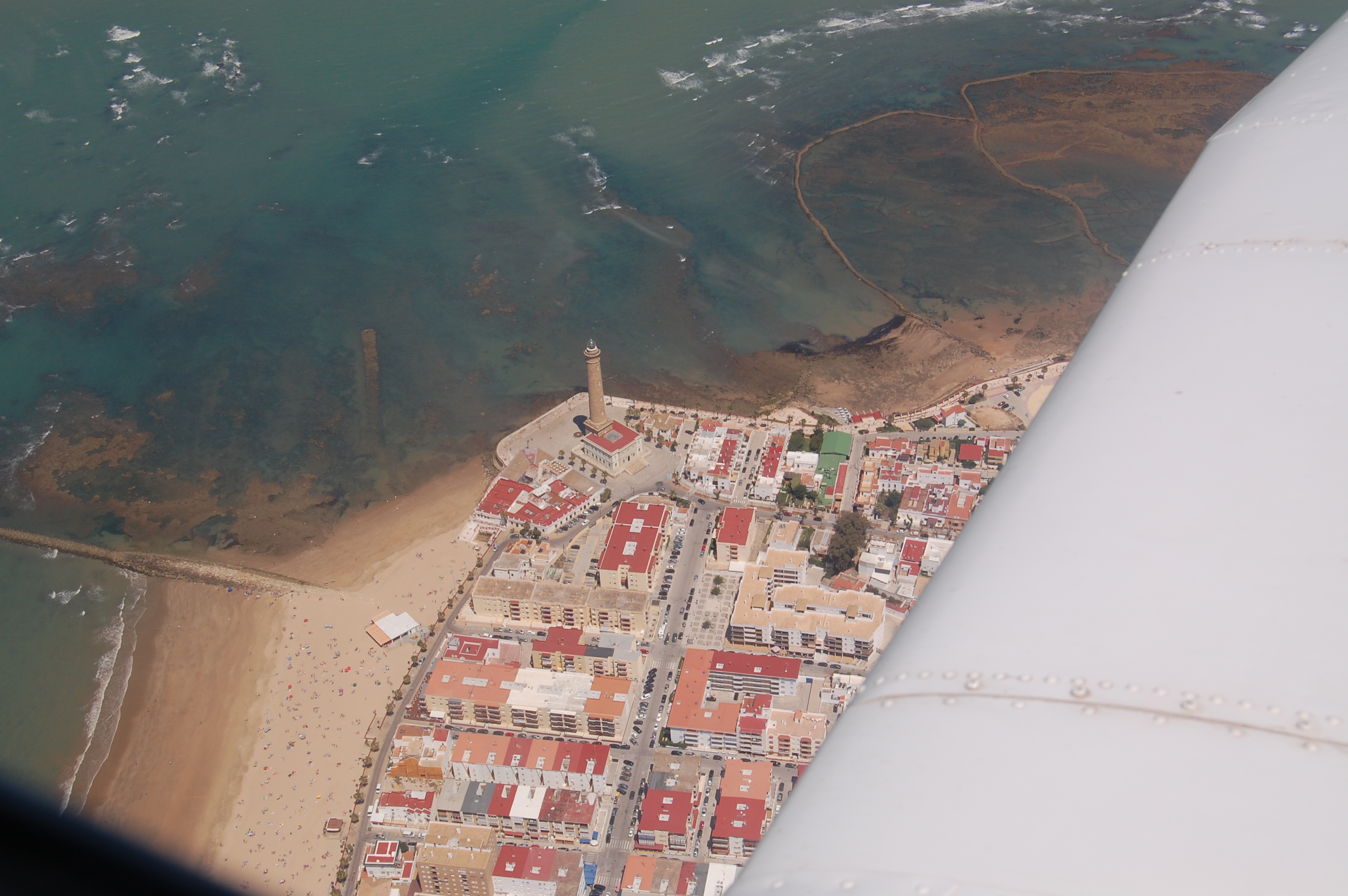
Vista aèria del far

## Història
Hi ha vestigis de fars més antics: en l'Antiguitat, el far li va prestar nom a Chipiona. Aquesta obra meravellosa segons Estrabó, que gairebé la parangonava amb el mític Far d'Alexandria, va ser ordenada construir l'any 140 aC. pel procònsol Quint Servili Cepió a fi d'evitar als navegants que pretenguessin remuntar el riu Betis els esculls de Salmedina: d'aquí Turris Caepionis, i de Caepionis, Chipiona.
Un primer projecte sobre la pedra de Salmedina va ser ideat en 1857 per Eduard Saavedra i Moragas. El projecte final, l'obra actual, va ser aprovada pel llavors Ministeri de Ports i Canales per atendre el creixement del tràfic marítim cap a Sevilla en 1862 per l'enginyer Jaime Font. La primera pedra es va col·locar el 30 d'abril de 1863, es va realitzar la recepció provisional de l'obra el 28 de novembre de 1867, es va encendre per primera vegada el 28 de novembre d'aquest mateix any, i es va rebre de forma definitiva el 21 de juny de 1869 amb una despesa total de les obres de 469.323,937 escuts d'or. Des de llavors, només ha romàs apagat en dues ocasions; la primera en 1898, amb motiu de la guerra contra EUA, per la independència de Cuba. Els fars de la província de Cadis es van apagar per por d'una invasió. La segona fou en 1936, amb motiu de la guerra civil, va romandre apagat gairebé tres anys. Està construït per una torre lleugerament troncònica, que recorda les columnes commemoratives romanes. els elements utilitzats en la seva construcció són cadirat d'arenisca i pedra ostionera.
Assenyala als vaixells l'entrada a l'estuari del riu Guadalquivir, l'únic riu navegable d'Espanya. També és aprofitat com a balisa pels avions, ja que és un dels 20 fars aeromarítims d'Espanya (el seu feix de llum aconsegueix la mateixa distància en vertical que en horitzontal). Des de 1998, s'organitzen visites turístiques per conèixer l'interior del far i en 1999 es va canviar el llum existent per una halogen amb abast de 30 milles nàutiques i centelleigs cada deu segons. La seva gestió i propietat correspon a l'Autoritat Portuària de Sevilla, organisme públic responsable de la gestió del Port de Sevilla, de titularitat estatal, i de l'Eurovia Guadalquivir (E-60.02).